# Bataille de Ruspina
Guerre civile de César
Batailles
- Marseille (navale)
- Ilerda
- Bagradas
- Marseille (siège)
- Dyrrachium
- Pharsale
- Alexandrie
- Ruspina
- Thapsus
- Munda

La bataille de Ruspina est un affrontement de la guerre civile de Jules César.

## Contexte historique
Après la victoire de César face à Pompée à Pharsale en -48, et l'assassinat de ce dernier en Égypte, les partisans des Optimates se réunissent en Afrique sous les ordres de Caton d'Utique et de Metellus Scipio. Un ancien lieutenant de César, Titus Labienus, s'est joint à eux.

## Préliminaires de la bataille
Labienus commande les partisans de la République. César s'embarque alors pour l'Afrique à la tête de 6 légions et 2 000 cavaliers. Juba Ier, le roi de Numidie et allié des Optimates, lance des escarmouches contre les troupes de César, mais celles-ci sont repoussées par les mercenaires gaulois de César. Les Berbères lancent d'autres attaques surprises, préférant la guérilla à un affrontement en plaine. César occupe cependant les villes de Ruspina et Leptis.

## Déroulement de la bataille
Apercevant l'armée adverse commandée par Labienus, César décide de livrer bataille. Selon ses propres chiffres (cités dans son livre la Guerre d'Afrique) il dispose de 30 cohortes, 150 archers et 400 cavaliers. Labienus place ses cavaliers et archers numides en ligne, flanqués sur les ailes de la cavalerie. César dispose ses archers sur une première ligne devant l'infanterie et sa cavalerie sur les ailes. Labienus déploie alors sa cavalerie de façon à envelopper l'armée de César. Les Numides s'avancent à leur tour contre les troupes de César. La cavalerie de Labienus se replie alors et vient soutenir les fantassins légers numides. Afin d'éviter que ses troupes ne se désorganisent, César leur interdit de poursuivre les cavaliers qui se replient. Les Optimates réussissent ensuite à envelopper l'armée de César qui adopte alors une configuration défensive en cercle. Mais César réussit à briser le cercle qui enveloppe son armée en étendant sa ligne de front, fait charger alternativement ses différentes cohortes et repousse l'ennemi un peu avant l'arrivée des soutiens numides. Après l'arrivée de ceux-ci, la cavalerie de Labienus cherche à empêcher l'armée de César de se replier dans son camp. Toutefois, César parvient une nouvelle fois à repousser l'ennemi, ce qui lui permet de s'emparer des hauteurs et ses soldats ramènent de nombreux prisonniers.
Après cette bataille, César infligera une défaite décisive aux Optimates à la bataille de Thapsus.

## Sources
- Anonyme, De Bello Africo (en) (De la Guerre d'Afrique).